# Parafia Najświętszej Maryi Panny Matki Kościoła w Jantarze
Parafia Najświętszej Maryi Panny Matki Kościoła w Jantarze  – parafia rzymskokatolicka w diecezji elbląskiej. Erygowana 1 sierpnia 1986 roku przez biskupa diecezji gdańskiej ks. Tadeusza Gocłowskiego. 
Na obszarze parafii leżą miejscowości: Jantar, Chorążówka, Głobica, Junoszyno, Stegienka. Tereny parafii znajdują się w gminie Stegna, w powiecie nowodworskim, w województwie pomorskim.
Proboszczem parafii od początku jej istnienia jest ks. prałat kanonik Marek Mierzwa.

## Grupy parafialne
Rada Parafialna, Żywy Różaniec, Liturgiczna Służba Ołtarza, Caritas